# Roškovce
Roškovce es un municipio del distrito de Medzilaborce en la región de Prešov, Eslovaquia, con una población estimada a final del año 2024 de 132 habitantes.
Se encuentra ubicado al noreste de la región, cerca del río Laborec (cuenca hidrográfica del río Tisza) y de la frontera con Polonia.

## Demografía
| Año        | 1994 | 2004     | 2014     | 2024     |
| ---------- | ---- | -------- | -------- | -------- |
| Población  | 246  | 217      | 185      | 132      |
| Diferencia |      | −11,78 % | −14,74 % | −28,64 % |

| Año        | 2023 | 2024    |
| ---------- | ---- | ------- |
| Población  | 139  | 132     |
| Diferencia |      | −5,03 % |